# Mill Brook (dopływ River Inhabitants)
Mill Brook – strumień (brook) w kanadyjskiej prowincji Nowa Szkocja, w hrabstwie Richmond, płynący w kierunku zachodnim i uchodzący do River Inhabitants; nazwa urzędowo zatwierdzona 1 marca 1956.